# Brachypeza archytas
Brachypeza archytas là một loài lan đặc hữu của vùng quần đảo Giáng Sinh, Australian.